# James Banks (cestista 1998)
James Banks III (Decatur, 16 gennaio 1998) è un cestista statunitense.